# Collegio di Derbyshire Dales
Derbyshire Dales è un collegio elettorale inglese situato nel Derbyshire, nelle Midlands Orientali, rappresentato alla Camera dei comuni del Parlamento del Regno Unito. Elegge un membro del parlamento con il sistema first-past-the-post, ossia maggioritario a turno unico; l'attuale parlamentare è John Whitby del Partito Laburista, che rappresenta il collegio dal 2024.

## Estensione

Derbyshire Dales dal 2010 al 2024

Dal 2010 al 2024 il collegio comprendeva il distretto di Derbyshire Dales e i ward del borgo di Amber Valley di Alport, Crich e South West Parishes.
Dal 2024 comprende il distretto di Derbyshire Dales, i ward del borgo di Amber Valley di Alport e Crich e il ward del South Derbyshire di Hilton and Hatton.

## Membri del parlamento
| Elezione | Elezione    | Deputato           | Partito      |
| -------- | ----------- | ------------------ | ------------ |
|          | 2010        | Patrick McLoughlin | Conservatore |
| 2019     | Sarah Dines |                    | Conservatore |
|          | 2024        | John Whitby        | Laburista    |

## Elezioni

### Elezioni negli anni 2020
| Partito                    | Partito                                           | Candidato                  | Risultati 4 luglio 2024 | Risultati 4 luglio 2024 |
| Partito                    | Partito                                           | Candidato                  | Voti                    | %                       |
| -------------------------- | ------------------------------------------------- | -------------------------- | ----------------------- | ----------------------- |
|                            | Laburista                                         | John Whitby                | 17 759                  | 34,64                   |
|                            | Conservatore                                      | Sarah Dines                | 17 409                  | 33,95                   |
|                            | Reform UK                                         | Edward Oakenfull           | 7 728                   | 15,07                   |
|                            | Lib Dem                                           | Robert Court               | 4 860                   | 9,48                    |
|                            | Verdi                                             | Kelda Boothroyd            | 2 830                   | 5,52                    |
|                            | Indipendente                                      | Rachel Elnaugh-Love        | 369                     | 0,72                    |
|                            | True and Fair Party                               | Helen Wetherall            | 317                     | 0,62                    |
|                            |                                                   |                            |                         |                         |
| Iscritti                   | Iscritti                                          | Iscritti                   | 73 317                  | 100,00                  |
| ↳ Votanti (% su iscritti)  | ↳ Votanti (% su iscritti)                         | ↳ Votanti (% su iscritti)  | 51 272                  | 69,93                   |
| ↳ Astenuti (% su iscritti) | ↳ Astenuti (% su iscritti)                        | ↳ Astenuti (% su iscritti) | 22 045                  | 30,07                   |
|                            |                                                   |                            |                         |                         |
|                            | Esito: collegio passa da Conservatore a Laburista |                            |                         |                         |

### Elezioni negli anni 2010
| Partito                    | Partito                                   | Candidato                  | Risultati 12 dicembre 2019 | Risultati 12 dicembre 2019 |
| Partito                    | Partito                                   | Candidato                  | Voti                       | %                          |
| -------------------------- | ----------------------------------------- | -------------------------- | -------------------------- | -------------------------- |
|                            | Conservatore                              | Sarah Dines                | 29 356                     | 58,69                      |
|                            | Laburista                                 | Claire Raw                 | 11 975                     | 23,94                      |
|                            | Lib Dem                                   | Robert Court               | 6 627                      | 13,25                      |
|                            | Verdi                                     | Matthew Butle              | 2 058                      | 4,11                       |
|                            |                                           |                            |                            |                            |
| Iscritti                   | Iscritti                                  | Iscritti                   | 65 060                     | 100,00                     |
| ↳ Votanti (% su iscritti)  | ↳ Votanti (% su iscritti)                 | ↳ Votanti (% su iscritti)  | 50 016                     | 76,88                      |
| ↳ Astenuti (% su iscritti) | ↳ Astenuti (% su iscritti)                | ↳ Astenuti (% su iscritti) | 15 044                     | 23,12                      |
|                            |                                           |                            |                            |                            |
|                            | Esito: collegio confermato a Conservatore |                            |                            |                            |

| Partito                    | Partito                                   | Candidato                  | Risultati 8 giugno 2017 | Risultati 8 giugno 2017 |
| Partito                    | Partito                                   | Candidato                  | Voti                    | %                       |
| -------------------------- | ----------------------------------------- | -------------------------- | ----------------------- | ----------------------- |
|                            | Conservatore                              | Patrick McLoughlin         | 29 744                  | 60,00                   |
|                            | Laburista                                 | Andy Botham                | 15 417                  | 31,10                   |
|                            | Lib Dem                                   | Andrew Hollyer             | 3 126                   | 6,31                    |
|                            | Verdi                                     | Matthew Butle              | 1 002                   | 2,02                    |
|                            | Humanity                                  | Robin Greenwood            | 282                     | 0,57                    |
|                            |                                           |                            |                         |                         |
| Iscritti                   | Iscritti                                  | Iscritti                   | 64 377                  | 100,00                  |
| ↳ Votanti (% su iscritti)  | ↳ Votanti (% su iscritti)                 | ↳ Votanti (% su iscritti)  | 49 571                  | 77,00                   |
| ↳ Astenuti (% su iscritti) | ↳ Astenuti (% su iscritti)                | ↳ Astenuti (% su iscritti) | 14 806                  | 23,00                   |
|                            |                                           |                            |                         |                         |
|                            | Esito: collegio confermato a Conservatore |                            |                         |                         |

| Partito                    | Partito                                   | Candidato                  | Risultati 7 maggio 2015 | Risultati 7 maggio 2015 |
| Partito                    | Partito                                   | Candidato                  | Voti                    | %                       |
| -------------------------- | ----------------------------------------- | -------------------------- | ----------------------- | ----------------------- |
|                            | Conservatore                              | Patrick McLoughlin         | 24 805                  | 52,37                   |
|                            | Laburista                                 | Andy Botham                | 10 761                  | 22,72                   |
|                            | UKIP                                      | John Young                 | 5 508                   | 11,63                   |
|                            | Lib Dem                                   | Ben Fearn                  | 3 965                   | 8,37                    |
|                            | Verdi                                     | Ian Wood                   | 2 173                   | 4,59                    |
|                            | Humanity                                  | Amila Y'Mech               | 149                     | 0,31                    |
|                            |                                           |                            |                         |                         |
| Iscritti                   | Iscritti                                  | Iscritti                   | 63 486                  | 100,00                  |
| ↳ Votanti (% su iscritti)  | ↳ Votanti (% su iscritti)                 | ↳ Votanti (% su iscritti)  | 47 361                  | 74,60                   |
| ↳ Astenuti (% su iscritti) | ↳ Astenuti (% su iscritti)                | ↳ Astenuti (% su iscritti) | 16 125                  | 25,40                   |
|                            |                                           |                            |                         |                         |
|                            | Esito: collegio confermato a Conservatore |                            |                         |                         |

| Partito                    | Partito                                         | Candidato                  | Risultati 6 maggio 2010 | Risultati 6 maggio 2010 |
| Partito                    | Partito                                         | Candidato                  | Voti                    | %                       |
| -------------------------- | ----------------------------------------------- | -------------------------- | ----------------------- | ----------------------- |
|                            | Conservatore                                    | Patrick McLoughlin         | 24 378                  | 52,11                   |
|                            | Lib Dem                                         | Joe Naitta                 | 10 512                  | 22,47                   |
|                            | Laburista                                       | Colin Swindell             | 9 061                   | 19,37                   |
|                            | UKIP                                            | Ian Guiver                 | 1 779                   | 3,80                    |
|                            | Verdi                                           | Josh Stockell              | 772                     | 1,65                    |
|                            | Monster Raving Loony                            | Nick The Flying Brick      | 228                     | 0,49                    |
|                            | Humanity                                        | Amila Y'Mech               | 50                      | 0,11                    |
|                            |                                                 |                            |                         |                         |
| Iscritti                   | Iscritti                                        | Iscritti                   | 63 387                  | 100,00                  |
| ↳ Votanti (% su iscritti)  | ↳ Votanti (% su iscritti)                       | ↳ Votanti (% su iscritti)  | 46 780                  | 73,80                   |
| ↳ Astenuti (% su iscritti) | ↳ Astenuti (% su iscritti)                      | ↳ Astenuti (% su iscritti) | 16 607                  | 26,20                   |
|                            |                                                 |                            |                         |                         |
|                            | Esito: collegio a Conservatore (nuovo collegio) |                            |                         |                         |

## Risultati dei referendum

### Referendum sulla permanenza del Regno Unito nell'Unione europea del 2016
|             | Collegio         | Lasciare UE % | Rimanere in UE % |
| ----------- | ---------------- | ------------- | ---------------- |
|             | Derbyshire Dales | 51,2%         | 48,8%            |
| Inghilterra | 53,3%            | 46,7%         |                  |
| Regno Unito | 51,9%            | 48,1%         |                  |